# Đội tuyển bóng chuyền nam quốc gia Ý
Đội tuyển bóng chuyền nam quốc gia Ý là đội bóng đại diện cho Ý tại các cuộc thi tranh giải và trận đấu giao hữu bóng chuyền nam ở phạm vi quốc tế.

## Đội hình

### Đội hình hiện tại
Dưới đây là danh sách các thành viên đội tuyển nam quốc gia Ý tham dự giải World League 2017.
Huấn luyện viên chính: Gianlorenzo Blengini
| Stt. | Tên               | Ngày sinh            | Chiều cao           | Cân nặng        | Nhảy đập        | Nhảy chắn       | Câu lạc bộ năm 2016–17     |
| ---- | ----------------- | -------------------- | ------------------- | --------------- | --------------- | --------------- | -------------------------- |
| 1    | Davide Candellaro | 7 tháng 6 năm 1989   | 2,00 m (6 ft 7 in)  | 88 kg (194 lb)  | 340 cm (130 in) | 320 cm (130 in) | Cucine Lube Civitanova     |
| 2    | Luigi Randazzo    | 30 tháng 4 năm 1994  | 1,98 m (6 ft 6 in)  | 97 kg (214 lb)  | 352 cm (139 in) | 255 cm (100 in) | Calzedonia Verona          |
| 3    | Nicola Pesaresi   | 11 tháng 2 năm 1991  | 1,90 m (6 ft 3 in)  | 80 kg (180 lb)  | 315 cm (124 in) | 309 cm (122 in) | Cucine Lube Civitanova     |
| 4    | Luca Vettori      | 26 tháng 4 năm 1991  | 2,00 m (6 ft 7 in)  | 95 kg (209 lb)  | 345 cm (136 in) | 323 cm (127 in) | Azimut Modena              |
| 5    | Luca Spirito      | 30 tháng 10 năm 1993 | 1,96 m (6 ft 5 in)  | 79 kg (174 lb)  | 338 cm (133 in) | 262 cm (103 in) | Bunge Ravenna              |
| 6    | Simone Giannelli  | 9 tháng 8 năm 1996   | 1,98 m (6 ft 6 in)  | 92 kg (203 lb)  | 350 cm (140 in) | 330 cm (130 in) | Diatec Trentino            |
| 7    | Fabio Balaso      | 20 tháng 10 năm 1995 | 1,78 m (5 ft 10 in) | 73 kg (161 lb)  | 305 cm (120 in) | 280 cm (110 in) | Kioene Padova              |
| 9    | Daniele Mazzone   | 4 tháng 6 năm 1992   | 2,08 m (6 ft 10 in) | 88 kg (194 lb)  | 315 cm (124 in) | 309 cm (122 in) | Diatec Trentino            |
| 10   | Filippo Lanza     | 3 tháng 3 năm 1991   | 1,98 m (6 ft 6 in)  | 98 kg (216 lb)  | 350 cm (140 in) | 330 cm (130 in) | Diatec Trentino            |
| 11   | Simone Buti (C)   | 19 tháng 9 năm 1983  | 2,06 m (6 ft 9 in)  | 100 kg (220 lb) | 346 cm (136 in) | 328 cm (129 in) | Sir Sicoma Colussi Perugia |
| 13   | Massimo Colaci    | 21 tháng 2 năm 1985  | 1,80 m (5 ft 11 in) | 75 kg (165 lb)  | 314 cm (124 in) | 306 cm (120 in) | Diatec Trentino            |
| 14   | Matteo Piano      | 24 tháng 10 năm 1990 | 2,08 m (6 ft 10 in) | 102 kg (225 lb) | 352 cm (139 in) | 325 cm (128 in) | Azimut Modena              |
| 16   | Oleg Antonov      | 28 tháng 7 năm 1988  | 1,98 m (6 ft 6 in)  | 88 kg (194 lb)  | 340 cm (130 in) | 310 cm (120 in) | Diatec Trentino            |
| 17   | Iacopo Botto      | 22 tháng 9 năm 1987  | 1,91 m (6 ft 3 in)  | 76 kg (168 lb)  | 345 cm (136 in) | 320 cm (130 in) | Gi Group Monza             |
| 18   | Giulio Sabbi      | 10 tháng 8 năm 1989  | 2,01 m (6 ft 7 in)  | 92 kg (203 lb)  | 352 cm (139 in) | 325 cm (128 in) | Exprivia Molfetta          |
| 19   | Fabio Ricci       | 11 tháng 7 năm 1994  | 2,04 m (6 ft 8 in)  | 96 kg (212 lb)  | 348 cm (137 in) | 272 cm (107 in) | Bunge Ravenna              |
| 20   | Tiziano Mazzone   | 22 tháng 7 năm 1995  | 1,98 m (6 ft 6 in)  | 95 kg (209 lb)  | 350 cm (140 in) | 315 cm (124 in) | Diatec Trentino            |
| 21   | Riccardo Sbertoli | 23 tháng 5 năm 1998  | 1,88 m (6 ft 2 in)  | 85 kg (187 lb)  | 326 cm (128 in) | 246 cm (97 in)  | Revivre Milano             |

### Huấn luyện viên
| - Pietro Bernardi (1947) - Angelo Costa (1947-1949) - Renzo Del Chicca (1949-1953) - Ivan Trinajstic (1953-1966) - Josef Kozak (1966-1969) - Odone Federzoni (1969-1974) - Josef Kozak (1970) - Franco Anderlini (1974-1976) - Adriano Pavlica (1976-1977) - Edward Skorek (1978) - Carmelo Pittera (1978-1988) - Michelangelo Lo Bianco (1988) - Julio Velasco (1988-1996) - Paulo Roberto de Freitas (1996-1998) - Andrea Anastasi (1998-2002) - Kim Ho-Chul (2001) - Gian Paolo Montali (2002-2007) - Andrea Anastasi (2007-2010) - Mauro Berruto (2010-2015) - Gianlorenzo Blengini (2015-) |

## Nhà cung cấp và tài trợ
Bảng dưới đây liệt kê các nhà cung cấp trang thiết bị cho đội tuyển quốc gia Ý.
| Thời gian | Nhà cung cấp      |
| --------- | ----------------- |
| 2000–2008 | Nike Asics        |
| 2008–     | Asics Crai Armani |

### Nhà tài trợ
- Nhà tài trợ chính: Kinder, Honda và Asics
- Các đơn vị tài trợ khác: Visit Trentino, Errea, Santal, Diadora, EthicSport, Reaxing, Crai, Nutrilite, Uliveto và Winform.

## Truyền thông
Các trận thi đấu và trận giao hữu của đội tuyển hiện đang được phát sóng dưới sự quản lý của các kênh RAI vai Rai Sport 1.